# Kan Balam
Kan Balam (también conocido como KanBalam) es un clúster de computadoras Hewlett-Packard, con capacidad (pico) de 7,113 teraflops, siendo la número uno en América Latina hasta noviembre de 2008 cuando la supera Aitzaloa. Actualmente el ranking en Latinoamérica está liderado por Brasil.
Esta computadora está ubicada en la Ciudad de México, en el campus principal de la Universidad Nacional Autónoma de México en el edificio de la Dirección General de Cómputo y de Tecnologías de Información y Comunicación (DGTIC), estando en funcionamiento desde el 16 de enero de 2007. Su coste supera los 3 millones de dólares.
Entre los objetivos de este equipo se encuentra un proyecto de enfrentar la fuga de cerebros que sufre el país, intentando repatriar a aquellos investigadores que se encuentren trabajando en el extranjero, por falta de infraestructura. Las principales ramas beneficiadas con esta computadora son la astrofísica, la física de partículas, la química cuántica, la geología y, principalmente, la ingeniería sísmica. También será usada para realizar estudios del clima y contaminación y estará a disposición de instituciones públicas y privadas.

## Configuración
KanBalam cuenta con 1368 procesadores AMD Opteron de 2.6 GHz y 3016 GiB de memoria RAM, distribuidos en 337 nodos de cálculo, cada uno con 8 GiB RAM y dos procesadores duales y en 5 nodos especializados, con 64 GiB RAM. Utiliza GNU/Linux como sistema operativo.
Dispone de un sistema de almacenamiento de 768 discos duros de 200 GB cada uno que proporcionan un total de 150 TB de almacenamiento.
Los nodos de procesamiento se comunican con el sistema de almacenamiento en una red de alta velocidad. Conecta 576 puertos con 2 switches infiniband, alcanzando la impresionante velocidad de 10 GB/s [cita requerida].